# Benedikt XIV. (Papst)

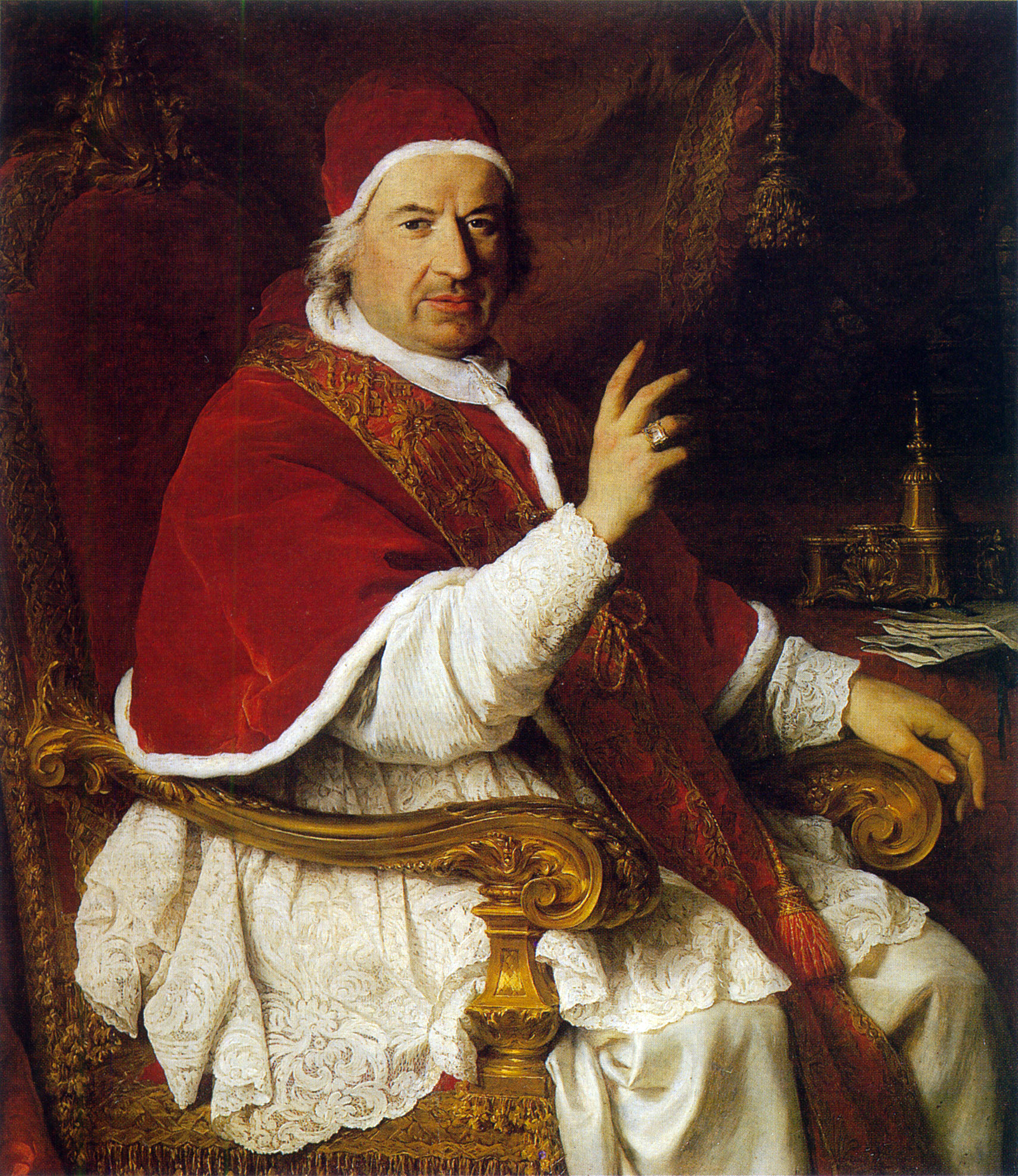
Papst Benedikt XIV.

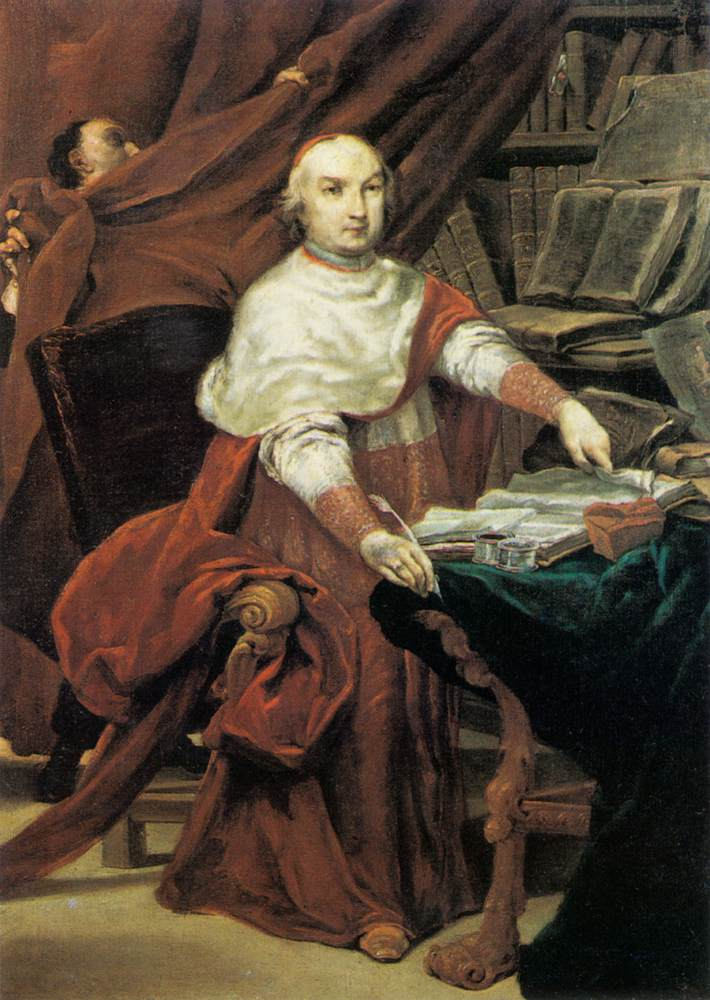
Kardinal Prosper Lambertini als Erzbischof von Bologna

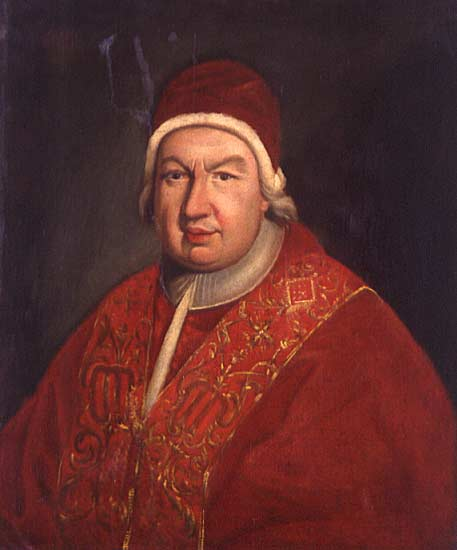
Benedikt XIV.

Wappen Benedikts XIV., moderne Nachzeichnung

Benedikt XIV. (geboren als Prospero Lorenzo Lambertini, auch Prosper Lambertini; * 31. März 1675 in Bologna, Kirchenstaat; † 3. Mai 1758 in Rom) war von 1740 bis 1758 Papst.

## Leben bis zur Papstwahl
Aus verarmtem Adel stammend, studierte Lambertini ab 1688 am Collegio Clementino in Rom. 1694 wurde er Doktor beider Rechte. Seit 1701 war er an der Kurie tätig und in dieser Position u. a. am Heiligsprechungsprozess Johannes Nepomuks beteiligt. Als Postulator fidei trieb Lambertini das Verfahren gegen den Widerstand des Jesuitenordens voran. Im April 1724 erhielt Lambertini die Ernennung zum Titularbischof von Teodosia.
Seit 1727 Erzbischof von Ancona, wurde er am 30. April 1728 von Papst Benedikt XIII. zum Kardinal erhoben. Ihm wurde die Titelkirche Santa Croce in Gerusalemme zugewiesen; 1731 wurde er Erzbischof seiner Heimatstadt Bologna. Dort orientierte er sich bei seiner Amtsführung am heiligen Karl Borromäus. Am 17. August 1740 wurde der bedeutende Kirchenjurist und Historiker, der ursprünglich nicht zu den papabili zählte, nach schwierigem, über ein halbes Jahr dauerndem Konklave zum Papst gewählt. Aus Verbundenheit zu Benedikt XIII., der ihn zum Kardinal kreiert hatte, nahm Lambertini den Papstnamen Benedikt XIV. an.

## Pontifikat
Als Papst modernisierte Benedikt XIV. besonders in seinen ersten Amtsjahren die Kurie, das Sakramentsrecht und die Mönchsorden. Er war ein Gegner der Jesuiten. Deren supranationaler Einfluss in vielen Staaten und ihr umfangreiches Bildungswesen war besonders den katholischen Monarchen ein Ärgernis. Zum Jesuitenverbot kam es jedoch erst 1773 unter Clemens XIV.
Nach dem Tod Kaiser Karls VI. erkannte der Papst am 20. Dezember 1740 die Erbansprüche Maria Theresias an, da er wie seine Vorgänger das Bollwerk des Katholizismus im Heiligen Römischen Reich sah. Nachdem dies zu Verstimmungen mit Frankreich und Spanien geführt hatte, vollzog Benedikt XIV. eine diplomatische Kehrtwende und anerkannte am 28. Februar 1742 die Wahl von Kaiser Karl VII. Als dieser im Januar 1745 starb, konnte Benedikt eine neutrale Position aufrechterhalten, wobei er von österreichischer Seite verdächtigt wurde, die Wahl Friedrich Augusts II. von Sachsen zum Kaiser zu unterstützen, während Frankreich ihm vorwarf, mit Franz Stephan von Lothringen, dem Ehemann Maria Theresias, zu sympathisieren. Im November 1746 anerkannte er letztlich die Wahl des Letzteren zum Kaiser Franz I., woraufhin sich in den Folgejahren die päpstlichen Beziehungen zum Kaiserhof in Wien normalisierten. Als erster Papst erkannte Benedikt XIV. 1748 den preußischen Königstitel an.
Trotz seines freundschaftlichen Verhältnisses zu dem in Fragen der Marienfrömmigkeit nüchtern eingestellten Lodovico Antonio Muratori erwies sich Benedikt XIV. als Förderer der Marienverehrung. In seiner am 27. September 1748 erlassenen Päpstlichen Bulle Gloriosae Dominae erklärte er, die Marienverehrung sei im Willen Gottes begründet, und würdigte die Marianischen Kongregationen als vorzügliches Mittel zur Heiligkeit. In seiner Arbeit De servorum Dei Beatificatione, et beatorum canonizatione bezeichnet er die Miterlöserschaft Marias als rechtgläubig (II c. 32). Über die liturgische Verehrung Mariens äußerte er sich in De festis Christi et Beatae Mariae Virginis. Trotz der Reduzierung kirchlicher Festtage gestattete er 1751 ein Fest der Mutterschaft Mariens. 1752 gestattete er außerdem die Feier des Festes der Unbefleckten Empfängnis Mariens in der päpstlichen Hauskapelle. Eine geplante Bulle Mulierem pulchram, die die Lehre von der Unbefleckten Empfängnis aussprach, blieb jedoch unveröffentlicht.
In 1745 verfügte er, dass der Heilige Geist ausschließlich als Taube dargestellt werden solle. Zuvor, in 1628 hatte Urban VIII. das Verbot erlassen, den Heiligen Geist in Menschenform abzubilden.
Benedikt XIV. schloss mehrere Konkordate mit europäischen Staaten ab, in denen er kompromissbereit Zugeständnisse machte, ohne von den Prinzipien des Katholizismus abzurücken. Er war in der europäischen Geisteswelt als Intellektueller weithin anerkannt. Als erster Papst gebrauchte er in seinem Lehramt die Form der Enzyklika (lehrhaftes Rundschreiben an die Bischöfe), deren erste Ubi primum er 1740 verfasste. Persönlich trat er jovial auf und gab sich als plaudernder Papst zum Anfassen, der demonstrativ eine gewisse Distanz zu den administrativen Aufgaben und Machenschaften der Kurie wahrte.
1741 mahnte Benedikt bei einer Ansprache an portugiesischstämmige Bischöfe in Südamerika die Einhaltung der Menschenrechte bei der Missionierung der Ureinwohner an. Außerdem hob er offiziell den Bann gegen die Lehre des Nikolaus Kopernikus auf. 1751 verschärfte er in seiner Bulle Providas romanorum die Strafen gegen Freimaurerei, die bereits von seinem Vorgänger Clemens XII. in der Bulle In eminenti apostolatus specula vorgesehen worden waren.
In seiner an die hohe Geistlichkeit Italiens adressierten Enzyklika Vix pervenit wandte sich Papst Benedikt 1745 massiv gegen Zins und Wucher. In § 3, Absatz I dieses Schreibens heißt es: „Die Sünde, die usura heißt und im Darlehensvertrag ihren eigentlichen Sitz und Ursprung hat, beruht darin, dass jemand aus dem Darlehen selbst für sich mehr zurückverlangt, als der andere von ihm empfangen hat […] Jeder Gewinn, der die geliehene Summe übersteigt, ist deshalb unerlaubt und wucherisch.“
In der Bulle Beatus Andreas von 1755 erlaubte er die Verehrung des Anderl von Rinn und legitimierte damit die judenfeindliche Ritualmordlegende um ihn.
Benedikt XIV. gilt als großer Modernisierer der Stadt Rom. Sowohl die Erneuerung der rückständigen Infrastruktur wurde von ihm angestoßen als auch das künstlerische und intellektuelle Aufblühen der Stadt. So unterstützte er die Gründung ausländischer Kulturakademien, baute Bibliotheken aus, hob das Aufführungsverbot über die römischen Theater auf und reformierte die Universitäten. Auch die Fertigstellung des Trevi-Brunnens, die Renovierung antiker Bauwerke und der Beginn der Trockenlegung der Pontinischen Sümpfe gehen auf seine Anweisung zurück. Er starb am 3. Mai 1758 in Rom.

## Apostolische Sukzession
Die Apostolische Sukzession von Papst Benedikt XIV. ist bis Kardinal Scipione Rebiba dokumentiert:
- Benedikt XIV.
- Benedikt XIII.
- Kardinal Paluzzo Paluzzi Altieri degli Albertoni
- Kardinal Ulderico Carpegna
- Kardinal Luigi Caetani
- Kardinal Ludovico Ludovisi
- Erzbischof Galeazzo Sanvitale
- Kardinal Girolamo Bernerio, O.P.
- Kardinal Giulio Antonio Santorio
- Kardinal Scipione Rebiba